# هنریک روزمییک

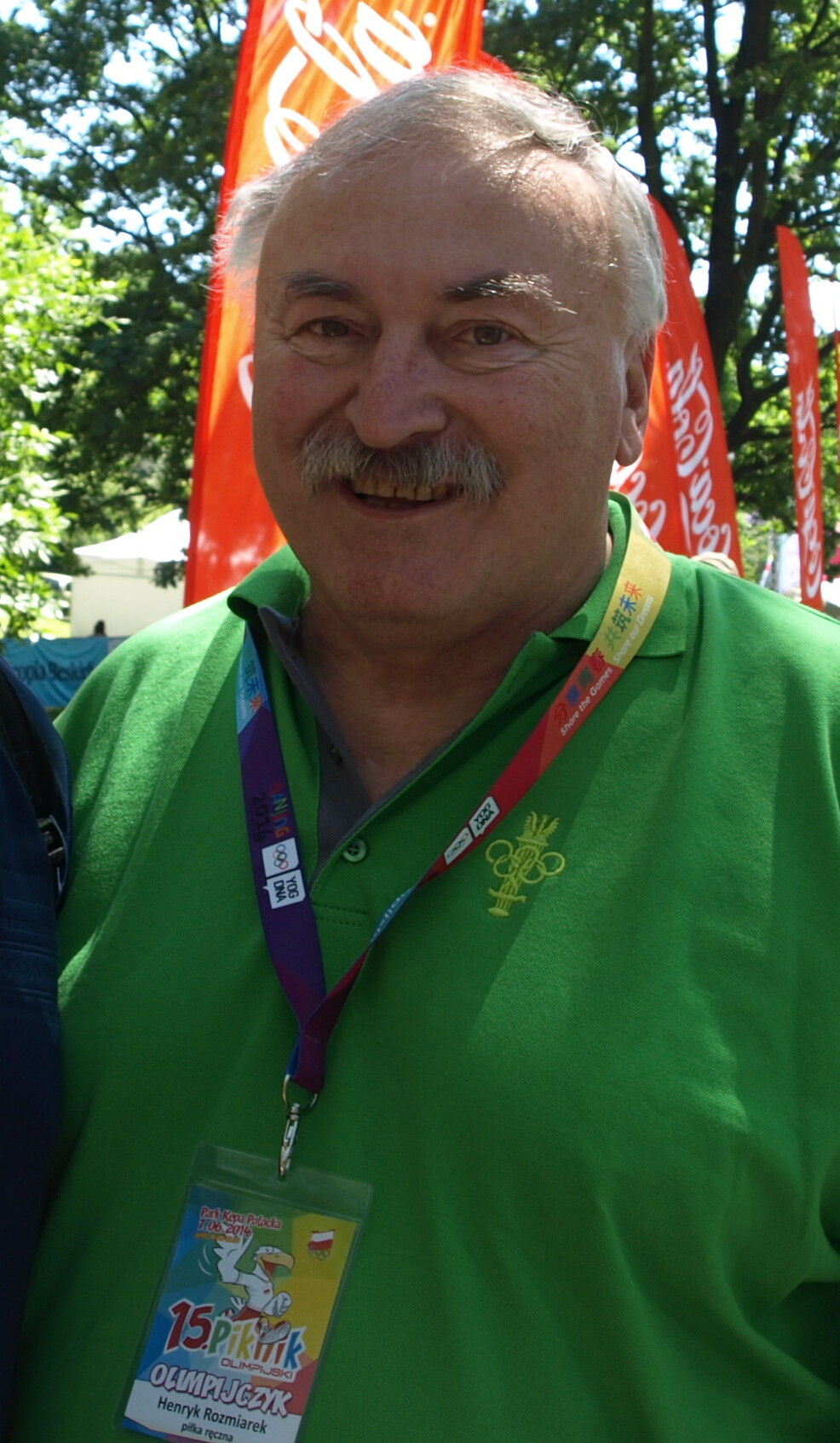
هنریک روزمییک

هنریک روزمییک (انگلیسی: Henryk Rozmiarek; ۱۳ ژانویهٔ ۱۹۴۹ – ۱۰ مارس ۲۰۲۱) بازیکن هندبال اهل لهستان بود.